# Platycheirus dudkoi
Platycheirus dudkoi är en tvåvingeart som beskrevs av Barkalov och Nielsen 2009. Platycheirus dudkoi ingår i släktet fotblomflugor, och familjen blomflugor. Inga underarter finns listade i Catalogue of Life.